# MythTV
MythTV是用來把Linux電腦變成數位錄影機、HTPC的軟體，而且採用了GNU通用公共許可證。

## 歷史
MythTV計劃由Isaac Richards在2002年4月開始，Richards解釋了他開始計劃的原因：
|  | 我厭倦了AT&T低品質的數位有線電視服務，轉台很慢，又充滿廣告，而節目表真的是不堪入目。所以我認為建立一個代替品應該會很有趣。沒錯，我只需要買一個TiVo就足夠了，但我希望不單只是一個PVR — 我希望可以內置網頁瀏覽器、電子郵件軟體、甚至一些遊戲。基本上，我想要一個這幾年來大家在討論的神秘多功能錄影機。 |

MythTV的開發版本是放在可以讓公眾存取的SVN伺服器上，一些活躍的IRC頻道和電郵列表讓開發者和用戶可以溝通。

## 功能
MythTV的功能有：
- 後端伺服器和前端客戶端的架構，容許多個前端客戶端遙距觀看一個或多個後端伺服器的內容。
- 獨立的電腦可以同時是前端客戶端和後端伺服器。
- 後端伺服器同時有多張電視調解卡。
- 可選擇性的分析內容以剔除廣告。
- 加快或減慢播放內容的速度，同可選擇調校音調。
- 有智能預錄功能以避免錄影的時間重疊。
- 提供電視節目表的資料介面，在美加以外地區透過XMLTV提供節目資料。
- 暫停、skip和重播即時電視節目。
- 透過網頁介面預設和執行系統功能。
- 支援ATSC、DMB-TH、ISDB-T和DVB 高清電視制式（即是 LinuxTV 支援的所有制式）。
- 透過紅外線遙控（Irblaster）控制解碼器／機上盒。

## 硬體支援
MythTV軟體支援完全相容於Video4Linux或Video4Linux2 核心驅動程式的電視調解卡，用來自IVTV計劃的驅動程式，MythTV支援Hauppauge的WinTV-PVR 250/350 PCI卡或類似內置了iTVC15/16 硬體MPEG-2壓縮處理器的電視調解卡。有Video4Linux驅動程式的DVB和HDTV卡都有支援，MythTV 同時支援透過FireWire從數位機上盒得到軟體。

## 另見
- Video4Linux
- LinuxTV
- HTPC

## 外部連結
- （英文）Official website（页面存档备份，存于）
- （英文）MythTV against other FLOSS Media Centers in Comparison Chart